# Sphaerobelum clavigerum
Sphaerobelum clavigerum är en mångfotingart som beskrevs av Karl Wilhelm Verhoeff 1924. Sphaerobelum clavigerum ingår i släktet Sphaerobelum och familjen Zephroniidae. Inga underarter finns listade i Catalogue of Life.